# Nezavisimaja Gazeta
De Nezavisimaja Gazeta (Russisch: Независимая газета; "onafhankelijk nieuwsblad") is een populair Russischtalig dagblad in handen van politicus Konstantin Remtsjoekov en naar verluidt onderdeel is van het imperium van zakenman Oleg Deripaska. De krant had naar eigen zeggen in 2007 een oplage van ruim 50.000 exemplaren en een website die dagelijks door 70.000 mensen wordt bezocht.

## Geschiedenis
De eerste uitgrave van de krant vond plaats op 21 december 1990. De Nezavisimaja Gazeta was een van de opkomende kranten aan het einde van de perestrojka. Vanaf 1995 werd het gefinancierd door zakenman Boris Berezovski, die echter in 2000 zijn land ontvluchtte. Hij nam daarop de krant over in 2001 en ontsloeg hoofdredacteur Vitali Tretjakov, die de krant lange tijd had geleid. De krant kwam daarop in een neerwaartse spiraal terecht en werd steeds meer tot een spreekbuis van Berezovski, waaraan soms grote delen van de voorpagina waren gewijd. In 2005, toen Berezovski werd beroofd van al zijn bezittingen in Rusland (zijn Kommersant kwam rond dezelfde tijd in handen van zakenman Alisjer Oesmanov), werd de krant uiteindelijk (aan de vrouw van) parlementariër Konstantin Remtsjoekov verkocht; volgens Vremja Novostej en andere bronnen voor ongeveer 3 miljoen dollar. Remtsjoekov, die ook voor zakenman Oleg Deripaska werkt, verklaarde zelf in een interview met Radio Majak dat hij de Nezavisimaja Gazeta had gekocht om na zijn politieke carrière een appeltje voor de dorst te hebben. Volgens de media werd hij hiertoe echter aangezet door Deripaska, die in opdracht van het Kremlin handelde. In februari 2007 benoemde Remtsjoekov zichzelf tot hoofdredacteur en verklaarde dat hij het wilde laten uitgroeien tot een van de grootste van het land.

## Huidige situatie
Onder leiding van Remtsjoekov voert het nieuwsblad een principieel liberale koers, waarbij soms ook kritiek wordt geleverd op de politiek, met inbegrip van president Vladimir Poetin, zoals op de toenemende invloed van het Kremlin op de Russische Academie van Wetenschappen en de Centrale Kiescommissie, de beschadiging van het imago van Rusland in het buitenland, de slechte afhandeling van de zaak rond Aleksandr Litvinenko en het voeren van een "energie-expansionisme" door de staat. Daartegenover was hij wel weer positief over Vladislav Soerkovs ideeën over "soevereine democratie".